# Capitoli di DanDaDan
Questa è la lista dei capitoli di DanDaDan, manga di Yukinobu Tatsu pubblicato settimanalmente dal 6 aprile 2021 sulla rivista digitale Shōnen Jump+ di Shūeisha. La stessa casa editrice si occupa di raccogliere i capitoli sotto forma di volumi formato tankōbon; il primo è stato pubblicato il 4 agosto 2021 e al 4 luglio 2025 ne sono stati messi in vendita in tutto venti.
Ad aprile 2022, Edizioni BD ha annunciato l'acquisizione del manga il cui primo volume è stato pubblicato il 21 settembre successivo.

## Volumi 1-10
| 1  | 4 agosto 2021 | ISBN 978-4-08-882599-1 | 21 settembre 2022 | ISBN 978-88-349-1125-9 (ed. regolare) ISBN 978-88-349-1147-1 (ed. limitata) |
| 1  | Capitoli - 1. Ehi, ma così non è come ci si innamora? (それって恋のはじまりじゃんよ?, Sorette koi no hajimari jan yo) - 2. Ehi, ma quello non è un alieno? (それって宇宙人じゃね?, Sorette uchūbito ja ne) - 3. Vecchia contro vecchia (ババアとババアが激突じゃんか?, Babā to babā ga gekitotsu jan ka) - 4. Andiamo in bagno (トイレにいこう?, Toire ni ikō) - 5. Riempiamo di botte la turbononna (ターボババアをぶっ飛ばそう?, Tābo babā o buttobasō) |                        |                   |                                                                             |
| 1  | Trama Momo Ayase, una studentessa delle superiori ossessionata dall'attore Ken Takakura, fa amicizia con un ragazzo che lei soprannomina Okarun (invece del suo vero nome, Ken Takakura) che scambia la sua gentilezza per una comune ossessione per i fenomeni paranormali; mentre lei crede negli spiriti, lui crede negli alieni e si mandano a vicenda in luoghi famigerati per dimostrare i rispettivi interessi. All'ospedale abbandonato di Negi, Momo viene rapita dagli extraterrestri Serpiani; nel frattempo, Okarun viene maledetto da Turbo Nonna, uno yōkai che si è unito a uno spirito legato e gli prende il pene. Dopo essersi salvati a vicenda, Momo usa il suo potere psicocinetico appena risvegliato per sopprimere la maledizione di Okarun, che gli conferisce una forma di demone depresso con i poteri di Turbo Nonna. Tornati al santuario che condivide con la nonna, Momo e Okarun combattono il mostro di Flatwoods. Quando la nonna di Momo, Seiko, alias la medium disonesta Santa Dodoria, torna e salva Momo da Okarun, insegna ai ragazzi come sconfiggere Turbo Nonna. Momo sfida Turbo Nonna a una gara e la inganna per fargli inviare il suo spirito completo in Okarun; lo spirito legato si risveglia e inizia a inseguirli sotto forma di un immenso granchio d'acqua dolce. |                        |                   |                                                                             |
| 2  | 4 ottobre 2021 | ISBN 978-4-08-882804-6 | 12 ottobre 2022   | ISBN 978-88-349-1164-8 (ed. regolare) ISBN 978-88-349-1165-5 (ed. limitata) |
| 2  | Capitoli - 6. A te non va un po' di granchio? (カニ食べたくね?, Kani tabetaku ne) - 7. La nonna da 100 km/h (100キロババアだろ?, Hyaku kiro babā daro) - 8. Mangiamo il granchio (カニ食べよう?, Kani tabeyō) - 9. Ma dove sei? (会えないじゃん?, Aenai jan) - 10. Dove sono finite le mie palle? (タマはどこじゃんよ?, Tama wa doko jan yo) - 11. La mela marcia (腐ったみかんじゃね?, Kusatta mikan ja ne) - 12. Sì, è davvero carina (かわいいって気付いたっぽい?, Kawaii tte kidzuita ppoi) - 13. Una strana donna (ヤベー女がきた?, Yabē onna ga kita) - 14. L'acrobata dai capelli setosi (che nome lungo, eh?) (アクロバティックサラサラって長くね?, Akurobatikku sarasara tte nagaku ne) |                        |                   |                                                                             |
| 2  | Trama Momo perde la presa su Turbo Nonna durante l'inseguimento, ma riesce ad afferrare lo spirito granchio-umano ricombinato, fulminandolo su una linea aerea. Il giorno dopo, dopo una serie di incomprensioni, Okarun e Momo si baciano accidentalmente. Dopo che Okarun scopre che il suo pene è stato restituito ma i suoi testicoli sono ora scomparsi, Seiko forza la coscienza di Turbo Nonna fuori da lui in una bambola maneki-neko; ha mantenuto i suoi poteri spirituali e stringono un accordo per restituire quei poteri in cambio del suo ripristino. Tuttavia, Turbo Nonna li ha persi dopo averli trasformati in palle d'oro; la compagna di scuola Aira Shiratori ha raccolto un kintama per sbaglio, risvegliando il suo potere spirituale, e Aira scambia Momo per un diavolo. Tuttavia, il risveglio di Aira la rende anche visibile allo yōkai Acrobatic Silky, che procede a ingoiare Okarun, Aira e Momo; Momo la brucia dall'interno, liberando il trio. |                        |                   |                                                                             |
| 3  | 3 dicembre 2021 | ISBN 978-4-08-882854-1 | 16 novembre 2022  | ISBN 978-88-349-1201-0                                                      |
| 3  | Capitoli - 15. Chiamiamola Acroseta (アクサラって呼ぼう?, Akusara tte yobō) - 16. Acroseta (アクさら?, Akusara) - 17. In un mondo migliore (優しい世界へ?, Yasashī sekai e) - 18. Mangiamoci un somen (そうめんでも食べよ?, Sōmen demo tabeyo) - 19. Mi sa che si è arrabbiata (なんかモヤモヤするじゃんよ?, Nanka moyamoya suru jan yo) - 20. Ancora questi? (また来たじゃんよ?, Mata kita jan yo) - 21. Voglio dei vestiti (服が着たい?, Fuku ga kitai) - 22. Momo è ancora arrabbiata (モモちゃんまだモヤモヤしてます?, Momo-chan mada moyamoya shitemasu) - 23. Allora ti importa (気にしてるじゃんか?, Ki ni shiteru jan ka) |                        |                   |                                                                             |
| 3  | Trama Momo e Okarun sconfiggono Silky, ma Aira muore; per rianimarla, Momo trasferisce l'aura di Silky ad Aira, e Momo si immedesima in entrambi dopo aver appreso le loro tragiche storie familiari. Dopo aver condiviso un pasto insieme, Aira insiste che Momo è un demone e giura di spezzare la presa di Momo su Okarun. A scuola, Momo coglie Okarun e Aira in una posizione compromettente, che si è verificata dopo che Aira gli ha confessato i suoi sentimenti a causa delle sue idee romanticamente imbarazzanti. I Serpiani tornano, inondando la scuola per aiutare i loro mercenari: due alieni simili a un plesiosauro e una canocchia pavone. Tutti e tre gli umani combattono in modo inefficace da soli, anche dopo che Aira e Okarun attingono ai loro poteri yōkai come Silky e Turbo Nonna, rispettivamente. Okarun viene spogliato e i Serpoiani tentano di prelevare i suoi organi sessuali. Momo trova una strategia di lavoro di squadra efficace, ma i Serpiani, stanchi dell'incompetenza dei loro sottoposti, li fondono in un unico mostro acquatico. |                        |                   |                                                                             |
| 4  | 4 marzo 2022 | ISBN 978-4-08-883046-9 | 11 gennaio 2023   | ISBN 978-88-349-1245-4 (ed. regolare) ISBN 978-88-349-1244-7 (ed. limitata) |
| 4  | Capitoli - 24. Fusione! Serpo-Dover-Nessie! (合体！セルポドーバーデーモンネッシー！?, Gattai! Serupo Dōbā Dēmon Nesshī!) - 25. Ehi, perché il mio cuore batte così forte? (ドキドキじゃんよ?, Dokidoki jan yo) - 26. Abbiamo trovato un kappa (河童を拾いました?, Kappa o hiroimashita) - 27. Hai mai visto la mutilazione del bestiame? (キャトルミューティレーションを君は見たか?, Kyatoru Myūtirēshon o kimi wa mita ka) - 28. Turbamenti amorosi in arrivo (ラヴ波乱の予感じゃんよ?, Ravu haran no yokan jan yo) - 29. Primo amore (初恋の人?, Hatsukoi no hito) - 30. Non arrenderti! (あきらめるなよ！?, Akirameru na yo!) - 31. Una vita da modello anatomico (人体模型の生活?, Jintai mokei no seikatsu) - 32. Alla casa infestata! (呪いの家へレッツゴー?, Noroi no Ie e rettsu Gō) |                        |                   |                                                                             |
| 4  | Trama Dopo che il trio ha sconfitto la creatura Serpo-Dover-Nessie, si svegliano a scuola, nudi, rovinando la loro reputazione sociale. Aira e Momo incontrano l'alieno Canocchia ferito e lo portano da Seiko, che nega la sua natura aliena e lo chiama kappa, ma lo cura e scopre che il latte di mucca guarirà lui e suo figlio, Chiquitita. Quella notte, Momo apre la porta per trovare il suo amico d'infanzia e primo amore, Jin Enjoji, soprannominato Jiji, che è venuto a vivere con loro mentre i suoi genitori sono ricoverati in ospedale. Una volta che Jiji ha iniziato a vedere gli spiriti, i suoi genitori si sono ammalati; dopo molteplici esorcismi falliti, è stato indirizzato a contattare Seiko, che lo delega a Momo. A scuola, Jiji è popolare e Momo scherza con lui, facendo sentire solo Okarun. Quando un modello anatomico passa di corsa e Momo individua quello che pensano sia un kintama, catturano il modello, di nome Taro, e lo riuniscono al suo amore, un torso anatomico femminile di nome Hana. La dichiarazione d'amore di Taro dà a Okarun il coraggio di combattere per Momo. Okarun, Jiji e Momo viaggiano verso la casa maledetta di Jiji. |                        |                   |                                                                             |
| 5  | 2 maggio 2022 | ISBN 978-4-08-883103-9 | 8 marzo 2023      | ISBN 978-88-349-1919-4                                                      |
| 5  | Capitoli - 33. Vediamo a chi dei due piace di più! (どっちが好きか決めようや?, Dotchi ga suki ka kimeyō ya) - 34. Arriva la famiglia Kito (鬼頭家が来る?, Kitō-ka ga kuru) - 35. E lo tsuchinoko? (ツチノコはどこ?, Tsuchinoko wa doko) - 36. La vecchia Kito (鬼頭家のババア?, Kitō-ka no babā) - 37. Ma questa è la leggenda del grande serpente! (大蛇伝説ってこれじゃんよ?, Orochi densetsu tte kore jan yo) - 38. L'Allghoi Khorhoi fa paura (モンゴリアンデスワームはやばい?, Mongorian Desu Wāmu wa yabai) - 39. Il malocchio (邪視?, Jashi) - 40. Contratto (契約?, Keiyaku) - Extra. Giochiamo a calcia la lattina |                        |                   |                                                                             |
| 5  | Trama Momo va alle sorgenti termali, lasciando i ragazzi soli a casa, dove litigano per lei. Dopo aver trovato una stanza segreta, arriva un gruppo di donne di mezza età; sono le padrone di casa della famiglia Kito. Momo è ugualmente assediata da uomini di Kito di mezza età, ma viene salvata da Turbo Nonna. Sulla via del ritorno a casa, Momo visita il santuario di Tsuchinoko e incontra il sacerdote, che racconta una leggenda locale: storicamente, gli abitanti del villaggio sacrificavano i bambini per pacificare un serpente gigante, che manteneva quiescente un vulcano; la famiglia Kito tenta di sacrificare il trio nella casa, che è stata costruita sul sito dell'antico altare. Cadendo in una fossa sotto la casa, avvistano la creatura, che Turbo Nonna capisce essere un verme della morte mongolo. Spinti dalla sua energia psichica, Okarun e Momo continuano a cercare di farsi del male; riprendono i pensieri normali in presenza dello spirito di Jiji, che scopre essere uno dei bambini sacrificati. Lo spirito odia la famiglia Kito; compassionevole verso la sua solitudine, Jiji lo accoglie dentro di sé, ma si tratta di uno yōkai malvagio, inaffidabile e violento con gli umani. |                        |                   |                                                                             |
| 6  | 4 agosto 2022 | ISBN 978-4-08-883208-1 | 31 maggio 2023    | ISBN 978-88-349-2034-3 (ed. regolare) ISBN 978-88-349-2250-7 (ed. limitata) |
| 6  | Capitoli - 41. Ji Ji il genio (天才ジジ?, Tensai Jiji) - 42. Fuga multistadio (脱出！多段式！?, Dasshutsu! Tadanshiki!) - 43. Me la pagherai (ゆるさねえぜ?, Yurusa nē ze) - 44. Casa molesta (目障りな家じゃんよ?, Mezawari na ie jan yo) - 45. La pompa (ポンプです?, Ponpu Desu) - 46. Spegniamo il fuoco (消火しよう?, Shōka shiyō) - 47. Si mette male (やば過ぎじゃんよ?, Yabasugi jan yo) - 48. Che figata, un UFO! (UFOすげえ?, Yūfō sugē) - 49. Sigillato (封印じゃんよ?, Fūin jan yo) |                        |                   |                                                                             |
| 6  | Trama Jiji, posseduto da Malocchio prende di mira Momo e Turbo Nonna, ma Okarun li protegge e getta Momo in superficie, dove incendia la casa. Okarun e Malocchio combattono mentre il verme ferito sputa veleno; mentre i pompieri versano acqua sulla casa, il verme riemerge e viene consumato dalla luce del sole, quindi rigurgita la famiglia Kito. Mentre il vulcano erutta, Momo usa il corpo del verme come un tubo per deviare l'acqua sulla lava. Il sacerdote del santuario Tsuchinoko la difende dalla matriarca Kito. Tutti e tre si uniscono per affrontare Malocchio; viene ritardato dalla Canocchia aliena e poi sconfitto da Seiko e Taro. Taro sigilla Malocchio all'interno del suo guscio, che è rivestito di amuleti ofuda. Chiqutita continua a combattere la lava a bordo del loro disco volante e solleva una palla di catarro di verme da sottoterra, che ha protetto Okarun e Turbo Nonna. Condividendo un pasto a base di oden, Seiko scopre che l'acqua calda fa sì che Malocchio si ritrasformi in Jiji, mentre l'acqua fredda lo fa tornare a essere Malocchio. |                        |                   |                                                                             |
| 7  | 4 ottobre 2022 | ISBN 978-4-08-883270-8 | 12 luglio 2023    | ISBN 978-88-349-2155-5                                                      |
| 7  | Capitoli - 50. Teniamo sempre pronta un po' di acqua calda (みんなでお湯を持とう?, Minna de oyu o motō) - 51. Fermatevi a dormire da me (みんなでお泊まりじゃんよ?, Minna de otomari jan yo) - 52. Arrivano gli Hayashi (囃子が来ました?, Hayashi ga kimashita) - 53. Siamo diventati una famiglia (家族になりました?, Kazoku ni narimashita) - 54. Mi serve un lavoretto (バイトをしよう?, Baito o shiyō) - 55. Moe moe raggio dell'amore (モエモエ気功砲?, Moe moe kikōhō) - 56. Non mi va giù (なんかモヤモヤするじゃんよ?, Nanka moyamoya suru jan yo) - 57. Brutti ceffi a scuola (学校の怖いやつ?, Gakkō no kowai yatsu) - 58. Sinfonia N.6 (交響曲第6番?, Kōkyō kyoku dai roku-ban) |                        |                   |                                                                             |
| 7  | Trama Allo scopo di controllare costantemente Jiji e una sua qualunque casuale interazione con l'acqua fredda, Momo chiede a Okarun e Aira di passare qualche notte a casa sua, così da contare sui loro poteri nel caso in cui il Malocchio tornasse allo scoperto. Per riuscire ad esorcizzare lo spettro, Seiko e Manjiro convocano gli Hayashi, un gruppo musicale esperto in questa pratica, ma, proprio quando le cose sembravano volgere al termine, Jiji, spinto dalla compassione, chiede loro di non uccidere il Malocchio, in quanto gli aveva promesso che avrebbero giocato insieme una volta liberato dalla casa infestata. Seiko accetta le condizioni di Jiji benché riuscire a contenere il Malocchio risulti essere sempre più difficile: la casa delle Ayase viene distrutta durante una colluttazione e Momo si ritrova in grave pericolo, sfuggendo alla furia omicida dello spettro per un pelo. La stessa Momo trova un lavoro a un maid cafè per pagare i lavori di ristrutturazione, mentre, su indicazione della Turbononna, Okarun e Aira si recano a scuola per affrontare degli spiriti di compositori musicali e diventare più forti, così da battere il Malocchio. |                        |                   |                                                                             |
| 8  | 4 gennaio 2023 | ISBN 978-4-08-883370-5 | 20 settembre 2023 | ISBN 978-88-349-2156-2                                                      |
| 8  | Capitoli - 59. Sinfonia n.9 (交響曲第9番?, Kōkyō kyoku dai kyū-ban) - 60. Vai, Okarun! (がんばれオカルン?, Ganbare Okarun) - 61. Le mutande del malocchio (邪視のブリーフ?, Jashi no Burīfu) - 62. Voglio ricostruire la casa (家を建て直したい?, Ie o tatenaoshitai) - 63. Vita da studente (学生生活?, Gakusei seikatsu) - 64. Come fai a piacere? (モテる秘訣はなんだ?, Moteru hiketsu wa nan da) - 65. Non si vede (見えないじゃんよ?, Mienai jan yo) - 66. È un kaiju (怪獣じゃんよ?, Kaijū jan yo) - 67. Ma quanto è forte 'sto kaiju? (怪獣はめちゃ強い?, Kaijū wa mecha tsuyoi) |                        |                   |                                                                             |
| 8  | Trama Okarun e Aira riescono a battere gli spiriti dei compositori musicali, dando modo a Takakura di padroneggiare meglio i poteri della Turbononna. Quando il resto del gruppo sembra ormai deciso a convocare nuovamente gli Hayashi per terminare l'esorcismo, Okarun decide di sfidare il Malocchio in combattimento, riuscendo a batterlo dando fondo a tutta la sua nuova potenza. Avendo trovato un compagno di giochi in Okarun, il Malocchio promette di non combattere contro nessun altro che non fosse lui, accettando le condizioni per cui la battaglia si sarebbe svolta una volta la settimana, di martedì: Jiji può così tornare a una vita normale nonostante la possessione del Malocchio rimanga attiva, iniziando ad allenare il suo enorme talento spirituale sotto la supervisione di Seiko. La casa di quest'ultima e Momo viene ricostruita grazie all'aiuto dei loro compagni e dell'alieno Ludris, amico di Canocchia, utilizzando una speciale nanotecnologia in grado di tramutare in realtà l'immaginazione. I ragazzi possono tornare alla loro vita normale da studenti e un compagno di classe di Okarun, Kinta Sakata, decide di diventare suo amico per carpire i segreti del suo successo con le ragazze. Okarun e Momo trovano un indizio su una sfera d'oro in un palazzo poco distante, finendo per scontrarsi, insieme ad Aira, Jiji e Kinta, con un kaiju alieno il quale, apparentemente, ne era in possesso. |                        |                   |                                                                             |
| 9  | 3 marzo 2023 | ISBN 978-4-08-883414-6 | 8 novembre 2023   | ISBN 978-88-349-1300-0                                                      |
| 9  | Capitoli - 68. L'immaginazione di Kinta (金太のイメージ?, Kinta no Imēji) - 69. Fight! Kaiju alieno VS. robot gigante! (激突！宇宙怪獣対巨大ロボ！?, Gekitotsu! Uchū kaijū tai kyodai Robo!) - 70. È così che si sconfigge un kaiju (怪獣の倒し方はこれじゃんよ?, Kaijū no taoshikata wa kore jan yo) - 71. Non ne posso più, né del robot né del kaiju (ロボットも怪獣もこりごりだ?, Robotto mo kaijū mo korigori da) - 72. Qualcuno traduca (だれか翻訳してくれ?, Dareka honyaku shitekure) - 73. Mangiamo i takoyaki (タコヤキを食べよう?, Takoyaki o tabeyō) - 74. Andiamo a scuola (学校へ行こう?, Gakkō e ikō) - 75. Ne abbiamo beccata una tosta (やべえ奴に遭遇しました?, Yabē yatsu ni sōgū shimashita) - 76. E questa come la risolviamo? (どーするこいつ?, Dō suru koitsu) |                        |                   |                                                                             |
| 9  | Trama Intrappolati nello spazio vuoto, grazie alla sua immaginazione da fan di fantascienza, Kinta trasforma la casa di Momo (interamente composta da nanomacchine) in un robot gigante in grado di tenere testa al kaiju. Il robot, pilotato da Kinta, insieme ai poteri di Momo e Aira riesce a sconfiggere la creatura, che in realtà si rivela essere una tuta in grado di ingigantirsi, al cui interno si celava un alieno antropomorfo dalle fattezze femminili. Quest'ultima, una volta ripresi i sensi, bacia appassionatamente Okarun, scatenando l'ira di Momo che dichiara di non fidarsi di qualcuno che li aveva appena attaccati. A ogni modo, Okarun, Kinta e Jiji tentano di capire le motivazioni dell'aliena e, per instaurare un minimo di comunicazione, usano un traduttore di Canocchia per scoprire almeno il suo nome, Bamora, e il suo scopo: sposare un uomo tanto forte da essere in grado di sconfiggerla in combattimento. Bamora aveva frainteso che chi l'avesse battuta nello spazio vuoto fosse stato Okarun, dichiarando, perciò, di volerlo sposare. In mancanza di altre informazioni, i ragazzi decidono di integrare Bamora nel gruppo, facendole iniziare la scuola. Nel frattempo, una nuova razza aliena attacca i Serpo sulla Terra. Lentamente, Momo e Bamora iniziano a legare, tanto che Bamora le mostra come la sfera d'oro fosse in grado di far funzionare la sua tuta. Le due, in una mattina in cui erano in ritardo per la scuola, decidono di seguire una scorciatoia che però le porta nel territorio di uno spirito molto potente, la Kuchisake Onna. Le ragazze riescono a scappare da lei a malapena, sfruttando il fatto che lo spirito venisse bandito una volta pronunciata dieci volte la parola "brillantina". |                        |                   |                                                                             |
| 10 | 2 maggio 2023 | ISBN 978-4-08-883503-7 | 24 gennaio 2024   | ISBN 978-88-349-2386-3                                                      |
| 10 | Capitoli - 77. Una bella rottura (めんどくせえ奴?, Mendokusē yatsu) - 78. Una notte al cardiopalma (ときめきナイトじゃんよ?, Tokimeki Naito jan yo) - 79. E questo chi cavolo è? (こいつは一体何者なんだよ?, Koitsu wa ittai nanimono nanda yo) - 80. Abbiamo beccato dei tipi tosti 2 (やべえやつらに遭遇しました2?, Yabē yatsura ni sōgū shimashita 2) - 81. E ora che facciamo con questi? (どうしようやべえやつら?, Dō shiyō yabē yatsura) - 82. Il più tosto di tutti (一番やべえやつ?, Ichiban yabē yatsu) - 83. Al lavoro (バイト中?, Baito-chū) - 84. Schifosi (ムカツクやつら?, Mukatsuku yatsura) - 85. La forza di Nessie (ネッシーの力?, Nesshī no chikara) |                        |                   |                                                                             |
| 10 | Trama Seiko spiega a Momo che la Kuchisake Onna (il cui vero nome è Reiko Kashima) sarebbe tornata per lei e che per una settimana non le era consentito uscire di casa dalle dieci di notte alle cinque di mattina, dato che in quelle ore lo spettro l'avrebbe cercata. Quella notte, Reiko Kashima tenta di attirare Momo fuori casa fingendosi Okarun, dichiarando il proprio amore per la ragazza, ma Momo, all'ultimo, riesce a scoprire l'inganno e a sventare la trappola. I giorni passano cercando di far integrare sempre più Bamora nel gruppo, mentre la Turbo Nonna rivela che la sfera d'oro della ragazza in realtà non è quella di Okarun, che intanto confessa a Bamora di non poterla sposare perché innamorato di Momo. Poco dopo, i nuovi invasori alieni attaccano tre gruppi composti da Aira e Jiji, Okarun e infine Momo. Aira e Jiji, nonostante il potere spirituale crescente del ragazzo e la sua trasformazione nel Malocchio, vengono sconfitti, riuscendo a scappare grazie ai poteri dell'acroseta di Aira; Okarun riesce a tenere testa all'attacco di una decina di nemici ma alla fine viene sopraffatto e il suo testicolo viene rubato in quanto gli alieni avevano sottratto ai Serpo la tecnologia per l'estrazione di genitali umani; solo l'arrivo di Canocchia, il quale mette in fuga i nemici malmessi, gli salva la vita. Momo, al maid cafè in cui lavora, viene a sua volta attaccata, scoprendo che gli invasori alieni erano arrivati sulla Terra grazie a Bamora, la loro avanguardia. La giovane riesce a sconfiggere il suo avversario grazie all'aiuto di un sopravvissuto dei Serpo e al ricordo degli insegnamenti di Seiko, scatenando un cannone spirituale a corto raggio che disintegra il nemico.               |                        |                   |                                                                             |

## Volumi 11-20
| 11 | 4 agosto 2023 | ISBN 978-4-08-883599-0 | 13 marzo 2024    | ISBN 978-88-349-2487-7                                                      |
| 11 | Capitoli - 86. Voglio andarmene subito (早く帰りたいじゃんよ?, Hayaku kaeritai jan yo) - 87. In un manga cafè non si riesce a dormire (マンガ喫茶は眠れない?, Manga kissa wa nemurenai) - 88. Spia (スパイ?, Supai) - 89. Litigio (ケンカ?, Kenka) - 90. E ora che si fa? (どーするかねえ?, Dō suru ka nē) - 91. Attivazione! La strada per il contrattacco! (始動！逆襲への道！?, Shidō! Gyakushū e no michi!) - 92. E come faccio a dormire?! (寝てられないじゃんよ?, Neterarenai jan yo) - 93. Avventura extracorporea (幽体離脱の冒険?, Asutoraru Bodi no bōken) |                        |                  |                                                                             |
| 11 | Trama Momo, ferita alla spalla, insieme a Rokuro Serpo si rifugia in un manga cafè per trascorrere la notte in modo da evitare Reiko Keshima, che, intanto, continuava a darle la caccia. L'indomani, raggiunge a casa sua Canocchia, che nel frattempo aveva curato Aira, Jiji e Okarun, quest'ultimo però era entrato in coma dopo lo scontro con gli alieni. Momo scaccia Bamora, accusandola di aver tradito tutti loro, con disappunto di Jiji che non si fidava del fatto che le parole sul suo conto da parte degli invasori fossero veritiere. Dopo aver appreso da Rokuro Serpo che gli invasori affrontati erano parte di un gruppo di ricognizione provenienti da un universo molto lontano e che avevano bisogno dell'energia umana per poter far arrivare il resto della flotta sulla Terra usando il testicolo di Okarun e punti di trasferimento sul pianeta come le piramidi e i kofun, Momo, Aira, Jiji e Canocchia decidono di attaccarli per primi, in modo da bloccare il portale per l'arrivo dei loro compagni: dopo aver trasformato la casa in un mezzo di trasporto usando le nanomacchine, i ragazzi si nascondono nel vecchio rifugio dei Serpo, allenandosi nei cinque giorni rimanenti prima dell'arrivo dei globalisti spaziali, sfruttando le conoscenze sui nemici che avevano acquisito combattendoli. Okarun, nel frattempo, separa lo spirito dal proprio corpo in coma, accorgendosi però che nessuno poteva notarlo e che Momo e Jiji avevano condiviso un momento intimo insieme, quando il ragazzo aveva aiutato l'amica a dormire usando il proprio potere spirituale in modo tale che Reiko Kashima non potesse disturbarle il sonno. Okarun, viaggiando in modo incorporeo attraverso le linee telefoniche, riesce a raggiungere il luogo in cui Seiko e la Turbononna stavano affrontando uno spirito particolarmente potente in Hokkaido, scoprendo che loro due erano le uniche in grado di percepirlo.                                                                                       |                        |                  |                                                                             |
| 12 | 4 dicembre 2023 | ISBN 978-4-08-883726-0 | 15 maggio 2024   | ISBN 978-88-349-2557-7                                                      |
| 12 | Capitoli - 94. Dimmi come faccio a tornare nel mio corpo (体の戻り方教えてください?, Karada no modorikata oshiete kudasai) - 95. Il giorno della battaglia decisiva (決戦の日?, Kessen no hi) - 96. Determinazione (やる気?, Yaruki) - 97. Come lo chiamo? (どーする名前?, Dō suru namae) - 98. Come faccio a farli tornare belli? (どーする美容?, Dō suru biyō) - 99. Il mio turno (おれのターン?, Ore no Tān) - 100. Chiudi il portale (ゲートを閉じろ?, Gēto o tojiro) - 101. Bamora (バモラ?, Bamora) - 102. Bamora 2 (バモラ2?, Bamora 2) |                        |                  |                                                                             |
| 12 | Trama Seiko spiega a Okarun di non poter tornare indietro ad aiutarli prima di aver reso grazie alle divinità che le avevano prestato i poteri per il lavoro che le era stato commissionato, così, insieme alla Turbononna, gli illustra come fare per rientrare nel proprio corpo sfruttando la spiralità dei campi magnetici. L'indomani, Aira, Momo, Jiji, Rokuro Serpo e Canocchia partono per fermare il portale, ritrovandosi ben presto nello spazio vuoto e attaccati dai globalisti spaziali. La battaglia è feroce e, mentre Jiji, Aira e Canocchia fronteggiano il maggior numero di nemici, Momo e Rokuro vanno alla ricerca del portale per chiuderlo, finendo, però, nello scontrarsi anch'essi con gli invasori: in loro aiuto accorre Bamora nella sua tuta da kaiju, scoprendo in questo frangente che la ragazza non era mai stata un'alleata dei globalisti, bensì una profuga di un pianeta precedentemente abitato dalla sua razza, i Sumeri, che erano stati a loro volta invasi e sottomessi. |                        |                  |                                                                             |
| 13 | 4 gennaio 2024 | ISBN 978-4-08-883841-0 | 3 luglio 2024    | ISBN 978-88-349-2705-2                                                      |
| 13 | Capitoli - 103. Bamora 3 (バモラ3?, Bamora 3) - 104. Bamora 4 (バモラ4?, Bamora 4) - 105. Banga (バンガ?, Banga) - 106. Le ragioni di Bamora (バモラの理由?, Bamora no riyū) - 107. Takoyaki, è deciso (タコ焼き決定じゃんよ?, Takoyaki kettei jan yo) - 108. Prendiamoli a calci (蹴っ飛ばしてやるわい?, Kettobashite yaruwai) - 109. Il piano di canocchia (シャコの計算?, Shako no keisan) - 110. Una potenza terrificante (やばい力?, Yabai chikara) - 111. Al completo (集まってきちゃった?, Atsumattekichatta) |                        |                  |                                                                             |
| 13 | Trama Bamora, grazie alla sua madre adottiva, Banga, era stata l'unica Sumera a scappare dal pianeta conquistato dai globalisti, viaggiando verso quella che nei secoli precedenti era casa loro, ovvero "Idea" (il nome che i Sumeri odierni davano alla Terra). Le tute grazie alle quali i globalisti sembravano inarrestabili erano create dalla loro matriarca, Big Mama, processando i cadaveri degli schiavi divorati. Banga era riuscita a rubare una delle tute, donandola a Bamora e permettendole così di scappare alla volta della Terra usando una delle loro piramidi, raccomandandole, come saluto di addio, di trovare un uomo forte e di sposarlo, così da far sopravvivere la loro razza. Venuti tutti a conoscenza della verità su Bamora, il gruppo ritrova forze e motivazioni, sconfiggendo gran parte dei nemici, ma il portale, ormai aperto, ne provoca l'arrivo di molti ulteriori. Rokuro Serpo sacrifica la propria vita per proteggere Momo e guarire Bamora. Quando le cose sembrano ormai precipitare, Okarun arriva sul campo di battaglia, sbaragliando gli alieni grazie al fatto di potersi tramutare in pura corrente elettrica a seguito della sua esperienza extracorporea. |                        |                  |                                                                             |
| 14 | 4 aprile 2024 | ISBN 978-4-08-883897-7 | 4 settembre 2024 | ISBN 978-88-349-2932-2                                                      |
| 14 | Capitoli - 112. Oggi è martedì (今日は火曜日?, Kyō wa kayōbi) - 113. Distruggilo (ブチ壊せ?, Buchikowase) - 114. Uno stronzo tenace (しぶとい野郎?, Shibutoi yarō) - 115. Il momento di Kinta (金太の出番じゃんよ?, Kinta no deban jan yo) - 116. Ruggisci, Great Kinta (唸れグレートキンタ?, Unare Gurēto Kinta) - 117. Scampato un pericolo, eccone un altro (一難去ってまた一難?, Ichinan satte mata ichinan) - 118. La forza di Reiko Kashima (カシマレイコの力?, Kashima Reiko no chikara) - 119. Quel biglietto (あの手紙?, Ano tegami) - 120. I sentimenti da ragazzina di Reiko Kashima (カシマレイコの乙女心?, Kashima Reiko no otomegokoro) |                        |                  |                                                                             |
| 14 | Trama Okarun, Jiji (trasformato nel Malocchio), Aira, Momo e Canocchia riescono a sconfiggere gli invasori arrivati dal portale, ma il loro capo riesce ad appropriarsi della tuta da kaiju di Bamora, usandola per seminare distruzione. In loro aiuto arriva Kinta, il quale sfrutta nuovamente le nanomacchine per generare un robot gigante in grado di fronteggiare il kaiju, riuscendo a batterlo dopo uno scontro intenso. Purtroppo, i rinforzi dal portale non accennano a fermarsi e la situazione sembra essere del tutto perduta quando davanti al gruppo si pone anche Reiko Kashima, ancora desiderosa di uccidere Momo. Ciononostante, assistere alla forza del legame tra Momo e Okarun, facendole tornare alla mente il sentimento d'amore che la univa al suo uomo nella sua vita da umana, così come, allo stesso tempo, essere testimone del bombardamento incessante portato avanti dai globalisti, è quanto basta per Reiko Kashima nel concedere a Momo una tregua e di combattere contro gli invasori, distruggendo l'intera flotta in una dimostrazione di potenza senza pari. I ragazzi ne approfittano per chiudere il portale e scappare dallo spazio vuoto, recuperando il testicolo rubato di Okarun. Dopo il banchetto di festeggiamento, il gruppo incontra nuovamente Reiko Kashima la quale, prima di congedarsi da loro, intima a Momo di essere più onesta con i propri sentimenti e di avere il coraggio di essere più diretta con Okarun. Da qualche parte nello spazio, Banga e alcuni suoi compagni sono riusciti a rubare delle navicelle, fuggendo anche loro verso la Terra. Nel frattempo, la Turbononna recupera una trasmittente di Rokuro (riportato in vita grazie alle nanomacchine di Ludris), scoprendo come gli altri Serpo, prima di venire distrutti, fossero venuti a conoscenza che, insieme ai globalisti (denominati da loro "Kur") c'era anche un individuo identificato come "Conte di Saint-Germain", che la Turbononna stessa, in preda alla rabbia, sembrava già conoscere. |                        |                  |                                                                             |
| 15 | 4 luglio 2024 | ISBN 978-4-08-884054-3 | 6 novembre 2024  | ISBN 978-88-349-3053-3                                                      |
| 15 | Capitoli - 121. E questo chi è? (こいつは誰だ?, Koitsu wa dare da) - 122. Fondiamo un club (部活を作ろう?, Bukatsu o tsukurō) - 123. Il segreto della rappresentante di classe (委員長の秘密?, Iinchō no himitsu) - 124. Onbusuman (オンブスマン?, Onbusuman) - 125. Facciamo l'esorcismo (おはらいしようぜ?, Oharai shiyō ze) - 126. Il carro, la parata e Ninomiya (山車だ祭りだ二宮だ?, Dashi da matsuri da Ninomiya da) - 127. Tira fuori tutto (ひっかわせ?, Hikkawase) - 128. Facciamo le idol (アイドルやろうぜ?, Aidoru yarō ze) - 129. Kawabanga (カワバンガ?, Kawabanga) |                        |                  |                                                                             |
| 15 | Trama Dopo che la gonade recuperata di Okarun viene ripristinata, il signor Sanjome emerge dalle Porte dell'Inferno al Museo Nazionale d'Arte Occidentale nel Parco di Ueno e diventa il supervisore del club di occultismo degli studenti; pur non avendo ricordi precedenti di lui, tutti concordano sul fatto che sembri familiare. La rappresentante di classe Rin Sawaki si avvicina a Okarun e crolla sotto il peso di uno yōkai difensore civico; dopo aver raccolto l'altro kintama mancante e averlo consegnato ad un poliziotto, inizia a vedere spiriti. Lo spirito è Mai Kawabanga, amica d'infanzia di Rin che condivideva il sogno di diventare una junior idol prima di morire in un incidente d'auto. La cura di Seiko coinvolge la banda Hayashi e un carro da parata dansha; combattono tra ondate di statue animate di Ninomiya Sontoku e Rin prende il posto del cantante principale dopo che questi è stato reso inabile, cantando una canzone emozionante. Mai ritorna e si perdonano a vicenda in lacrime; sebbene non sia scomparsa del tutto, Mai diventa uno spirito guardiano. Momo e Okarun convincono Turbo Nonna ad aiutarli a infiltrarsi nella stazione di polizia, gestito dal poco spiritoso agente Bega "il Demone", per scoprire chi ha trovato il kintama scomparso. |                        |                  |                                                                             |
| 16 | 4 ottobre 2024 | ISBN 978-4-08-884227-1 | 8 gennaio 2025   | ISBN 978-88-349-3194-3                                                      |
| 16 | Capitoli - 130. Operazione di spionaggio (スパイ大作戦?, Supai daisakusen) - 131. Ma cos'è, un incontro del Pride?! (プライドじゃんよ?, Puraido jan yo) - 132. Il torneo dei teppisti (ヤンキー運動会?, Yankī undōkai) - 133. Dov'è Zuma? (ズマはどこだ？?, Zuma wa doko da?) - 134. Un feticcio pericoloso (やべえ呪物?, Yabē jubutsu) - 135. È entrata! (入っちゃったじゃんよ?, Haitchatta jan yo) - 136. Questo è un gioco da tavolo! (これボードゲームじゃんよ?, Kore Bōdo Gēmu jan yo) - 137. Zuma (ズマってやつ?, Zuma tte yatsu) - 138. Game: Start (ゲームスタート?, Gēmu Sutāto) |                        |                  |                                                                             |
| 16 | Trama Turbo Nonna non riesce a ottenere alcuna informazione, ma vengono aiutati da Rokuro, esiliato come clone difettoso; dopo un breve combattimento con Bega, scopre che il kintama scomparso è stato recuperato da Unji Zuma, uno studente di Renjaku, un liceo locale famigerato per i suoi studenti delinquenti. Una gang di strada di Renjaku racconta a Momo e Okarun che Zuma è entrato in un diorama dettagliato pieno di mostri una settimana prima; Zuma ha giurato di sconfiggere il mondo del diorama usando il potere del kintama. Momo cade inavvertitamente nel mondo del diorama, che è un gioco da tavolo chiamato Danmanra. Sebbene la sua telecinesi sia disattivata in Danmanra, incontra Zuma, che può usare i poteri yōkai basati su ombrelli di carta oleata quando impugna il kintama. Zuma sconfigge un potente cavaliere boss ma poi perde il kintama e collabora con Momo per recuperarlo, muovendosi attraverso un percorso a ostacoli sorvegliato da rane shikigami. Sono costretti a giocare alla variante del gioco del "demone dei colori", che richiede loro di toccare il cibo annunciato da un enorme capocuoco. |                        |                  |                                                                             |
| 17 | 1º novembre 2024 | ISBN 978-4-08-884259-2 | 12 marzo 2025    | ISBN 978-88-349-3280-3                                                      |
| 17 | Capitoli - 139. Ti sei dimenticato la torta (ケーキ食わせろや?, Kēki kuwasero ya) - 140. L'utilizzo delle abilità (能力の使い方?, Nōryoku no tsukaikata) - 141. Non staremo mangiando troppe schifezze? (お菓子食い過ぎじゃんよ?, Okashi kuisugi jan yo) - 142. Basta dolci (甘いものはもういいぜ?, Amai mono wa mō ii ze) - 143. Pausa (休憩しようぜ?, Kyūkei shiyō ze) - 144. Avventura (冒険しようぜ?, Bōken shiyō ze) - 145. Inizia l'assedio (攻城戦開幕?, Kōjō-sen kaimaku) - 146. Quanto è difficile un assedio? (攻城戦は難しい?, Kōjō-sen wa muzukashii) - 147. Ma questa è una mega rissa (大乱闘じゃんよ?, Dai rantō jan yo) |                        |                  |                                                                             |
| 17 | Trama Poiché Zuma ha esaurito i suoi poteri durante la lotta contro il boss cavaliere, dopo aver recuperato il kintama, lo passa a Momo, che sconfigge lo chef; ricevono la carta da gioco Nom Nom Bongo (Pasticcere della Morte), simile a una carta Pokémon, che conferisce loro poteri derivanti dal mangiare dolcetti. Controllando le loro tasche, trovano anche una carta Carmine (Cavaliere Oscuro) dallo scontro precedente e si rendono conto che devono sconfiggere quattro boss in totale. Dopo aver sconfitto il successivo, Costinus (Medusa) duro come la roccia, si riposano in una locanda per prepararsi alla sfida finale, che consiste nello sconfiggere un esercito a guardia di un castello e distruggere il cristallo al suo interno; il gioco usa uno schema di carta forbice sasso per determinare le debolezze di quattro tipi di soldati nell'esercito. Okarun torna al diorama con Rin e Turbo Nonna mentre viene inseguito dall'agente Bega. La gang di strada irrompe nel mondo del diorama, salvando Momo e Zuma dalla sconfitta e, quando la coppia entra nel castello, Okarun arriva urlando di non rompere il cristallo, ma è troppo tardi, perché Zuma lo taglia a metà. |                        |                  |                                                                             |
| 18 | 4 gennaio 2025 | ISBN 978-4-08-884340-7 | 21 maggio 2025   | ISBN 978-88-349-3510-1                                                      |
| 18 | Capitoli - 148. La fine del gioco (ゲームクリア?, Gēmu Kuria) - 149. Teufels Märchenkarte (悪魔のメルヘンカルタ?, Akuma no Meruhenkaruta) - 150. Uno tosto (厄介なやつ?, Yakkai na yatsu) - 151. Ridammi il coglione (金玉を取り戻せ?, Kingyoku o torimodose) - 152. Turbononna VS Umbreboy (ターボババアVSアンブレボーイ?, Tābo babā VS Anbure Bōi) - 153. Unji Zuma (頭間雲児?, Zuma Unji) - 154. Unji Zuma 2 (頭間雲児2?, Zuma Unji 2) - 155. Unji Zuma 3 (頭間雲児3?, Zuma Unji 3) - 156. Umbreboy (アンブレボーイ?, Anbure Bōi) |                        |                  |                                                                             |
| 18 | Trama Turbo Nonna spiega che il diorama è un tronco di vimini maledetto; con l'ultimo guardiano sconfitto, lo yōkai sigillato della Carta delle Fiabe viene liberato e trasforma Zuma nel furioso yōkai di 'Umbrella Boy". Momo è ferita; alleandosi con Rokuro e Bega, Okarun strappa il kintama a Zuma e lo stordisce, ma Okarun si ferma quando uno spirito gli chiede di smettere di fare bullismo al fratello maggiore. Un flashback mostra la disintegrazione della famiglia di Zuma: dopo la morte del padre e l'accumulo di debiti insormontabili, il suo allegro fratello minore annega nel tentativo di recuperare un ombrello; rimane orfano dopo la morte della madre, che si getta sotto un treno della metropolitana dopo averlo portato a un'ultima, divertente gita in un parco divertimenti. Divenuto capobanda di una gang di giovani delinquenti, giura di distruggere il mondo, ma viene arrestato dall'agente Bega, che condivide con lui tragiche perdite familiari, ma si rifiuta di arrendersi al dolore e giura di proteggere Zuma. Quando Bega cerca di salvare un ragazzino vittima di bullismo dall'annegamento in circostanze simili alla morte del fratello, Zuma acquisisce i poteri di "Umbrella Boy" e salva sia Bega che il ragazzo. |                        |                  |                                                                             |
| 19 | 4 aprile 2025 | ISBN 978-4-08-884470-1 | 23 luglio 2025   | ISBN 978-88-349-3547-7 (ed. regolare) ISBN 978-88-349-3756-3 (ed. limitata) |
| 19 | Capitoli - 157. Masamichi Bega (部賀正道?, Bega Masamichi) - 158. Kawabanga (カワバンガというやつは?, Kawabanga to iu yatsu wa) - 159. Fuori dalla scatola! (脱出！！呪行李！！?, Dasshutsu!! Noroi kōri!!) - 160. Il potere di Teufels Märchenkarte (悪魔のメルヘンカルタの力?, Akuma no meruhen Karuta no chikara) - 161. Saint Germain, l'uomo dei misteri (謎の男サンジェルマン?, Nazo no otoko Sanjeruman) - 162. Distruggiamo Teufels Märchenkarte! (悪魔のメルヘンカルタをぶっ飛ばせ！！?, Akuma no meruhen Karuta o buttobase!!) - 163. Sbrigatevi con i soccorsi! (間に合え救出！！?, Maniae kyūshutsu!!) - 164. Si è rimpicciolita! (小っちゃくなったじゃんよ?, Chitchaku natta jan yo) - 165. Palle: Check (金玉コンプリート?, Kingyoku Konpurīto) |                        |                  |                                                                             |
| 19 | Trama Zuma esce dal baule con la Carta Fiaba; Turbo Nonna fa in modo che Rin aiuti gli altri a fuggire. Mai trasforma Rin in un idol che manipola la gravità attraverso il canto, estraendo le statuette. Okarun confessa il suo amore a Momo, rimasta bloccata, mentre si allontana per combattere la Carta Fiaba. Zuma smette di respirare, avendo speso tutte le sue energie nella fuga. La Carta Fiaba cerca di impossessarsi del potere di Rin, ma viene fermata da Mai; mette i membri della banda l'uno contro l'altro seminando discordia e impossessandosi dei loro occhi, orecchie e menti, ma il Conte Saint-Germain ferma la battaglia. Mentre la Carta Fiaba si vanta dei suoi poteri apparentemente illimitati, arrivano Rokuro e Okarun e Bega rianima Zuma. Il Conte Saint-Germain osserva che le carte sono abbinate come in un mazzo uta-garuta e guida con successo l'attacco della squadra. Dopo che la Carta Fiaba viene sconfitta, il Conte si impossessa del suo potere; Bega e Zuma raccontano i loro recenti malintesi, Seiko offre ai delinquenti yakiniku a volontà e giura di riportare Momo, ancora miniaturizzata, alle sue dimensioni. Il secondo kintama di Okarun viene restaurato e lui restituisce il potere a Turbo Nonna come promesso; così lei lascia il gruppo. |                        |                  |                                                                             |
| 20 | 4 luglio 2025 | ISBN 978-4-08-884592-0 | settembre 2025   | ISBN 978-88-349-3644-3                                                      |
| 20 | Capitoli - 166. (これは小人妖精か?, Kore wa kobito yōsei ka) - 167. (なんかいるじゃんよ?, Nanka iru jan yo) - 168. (なんか来たじゃんよ?, Nanka kita jan yo) - 169. (犯人をさがせ！?, Hannin o sagase!) - 170. (怪しい女?, Ayashii onna) - 171. (追い詰めろ犯人！?, Oitsumero hannin!) - 172. (小人は怖い?, Kobito wa kowai) - 173. (犯人を追い詰めろ！?, Hannin o oitsumero!) - 174. (女王先生の保健室?, Joō sensei no hokenshitsu) |                        |                  |                                                                             |
| 20 | Trama Momo frequenta la scuola nella tasca di Vamola; litigando con Okarun in biblioteca, Momo nota un Pigmeo, un ometto della sua stessa statura, che indossa un cappello conico. Okarun esce per la lezione di ginnastica e registra risultati impressionanti durante i test di idoneità fisica, imbarazzando il popolare studente Hase. Mentre cerca l'ometto, Kouki Yukishiro, una studentessa con i capelli arruffati simili a quelli di uno yūrei, entra in biblioteca e intima a Momo di arrendersi, brandendo un piccolo coltello. Kouki si sentiva invisibile a casa e a scuola; viene ricattata per selfie osceni da un insegnante che non riesce a identificare. Il Conte Saint-Germain ferma Okarun e gli chiede di arrendersi alla sua conoscenza superiore; più tardi, una voce disincarnata dice a Kouki che il suo avversario deve prima arrendersi prima che i loro poteri possano essere presi. Momo e le sue amiche inseguono Kouki in un'aula apparentemente vuota nella cucina degli studenti; tuttavia, l'aula è piena di Pigmei che solo Momo può vedere, e capisce che è Kouki a dirigere il loro attacco. Quando i Pigmei lanciano un banco contro Okarun e Aira, Momo trova il nascondiglio di Kouki e devia il banco, colpendo Kouki. I Pigmei liberano Okarun e Aira, poi fuggono con Kouki priva di sensi; mentre la banda di amici li insegue, Kinta viene fermata dall'infermiera della scuola, Queen Sensei, che li chiama bulli. Poiché Queen può vedere i Pigmei, capisce che le accuse di Kouki sono false; Kouki spiega come è stata ricattata. |                        |                  |                                                                             |

## Volumi 21-in corso
| Nº | Data di prima pubblicazione | Data di prima pubblicazione | Data di prima pubblicazione |
| Nº | Giapponese                  | Giapponese                  | Italiano                    |
| -- | --------------------------- | --------------------------- | --------------------------- |
| 21 | 3 ottobre 2025              | ISBN 978-4-08-884720-7      | —                           |

## Capitoli non ancora in formatotankōbon
I seguenti capitoli sono stati pubblicati in giapponese su Shōnen Jump+ e in altre lingue su Manga Plus ma non sono ancora stati stampati in formato tankōbon.
Questa lista è suscettibile di variazioni e potrebbe essere incompleta o non aggiornata.

- 175.  (真犯人は誰じゃんよ?, Shinhannin wa dare jan yo)
- 176.  (餌を撒いとこ?, Esa o maitoko)
- 177.  (カンフーやったろうぜ?, Kanfū yattarō ze)
- 178.  (神様の力?, Kamisama no chikara)
- 179.  (なんかやばそうじゃんよ?, Nanka yabasō jan yo)
- 180.  (小柄の持ち主?, Kozuka no mochinushi)
- 181.  (呪いの影響じゃね?, Noroi no eikyō ja ne)
- 182.  (餌になにかが引っ掛かった?, Esa ni nanika ga hikkakatta)
- 183.  (お前かい！?, Omae kai!)
- 184.  (いんちよ一の首?, Inchiyo ichi no kubi)
- 185.  (犯人はお前か！！?, Han'nin wa omae ka!!)
- 186.  (雪白幸姫の力?, Yukishiro Kōki no chikara)
- 187.  (村上をぶっ飛ばせ?, Murakami o buttobase)
- 188.  (オカルンと金太?, Okarun to Kinta)
- 189.  (ジャンピングババアとカンフーエイリア?, Janpingu babaa to Kanfū Eiria)
- 190.  (合体したら強くなるでしょうか！！?, Gattai shitara tsuyoku naru deshō ka!!)
- 191.  (間違え?, Machigae)
- 192.  (島根に出発?, Shimane ni shuppatsu)
- 193.  (お前らかい！?, Omaera kai!)
- 194.  (ハイジャックされました?, Haijakku saremashita)
- 195.  (台風直撃じゃんよ?, Taifū chokugekijan yo)
- 196.  (台風をぶっ飛ばそう?, Taifū o buttobasou)
- 197.  (いけ!ミミズ!?, Ike! Mimizu!)
- 198.  (台風の目を叩け！?, Taifū no me o tatake!)
- 199.  (台風一過?, Taifū ikka)
- 200.  (それぞれの行方?, Sorezore no yukue)
- 201.  (島根に着きました?, Shimane ni tsukimashita)
- 202.  (打出の小槌はどこ行った?, Uchide no kozuchi wa doko itta)
- 203.  (謎の男?, Nazo no otoko)
- 204.  (煙々羅?, En'enra)
- 205.  (螺旋運動?, Rasen undō)